# Kono Hareta Sora no Shita de
Kono Hareta Sora no Shita de (この晴れた空の下で) est un jeu vidéo de visual novel développé par Cromwell et édité par Starfish, sorti le 31 mars 2005 sur PlayStation 2.

## Synopsis
Dans un proche avenir, les dommages atmosphérique a augmenté dangereusement le rayonnement des rayons ultraviolet de la planète, ce qui oblige l'humanité à vivre la nuit. des formes de vie artificielle appelée « Mimics », qui ressemblent et agissent un peu comme les humains, effectue leur travaux pendant la journée. Bien que l'utilisation de Mimics est très réglementé, ils sont censés être très sûr et fiable, mais à la suite d'un suicide de Mimic, une enquête gouvernementale est lancée au Biowell Société créatrice des imitateurs.